# Komet du Toit-Neujmin-Delporte
Komet du Toit-Neujmin-Delporte  (uradna oznaka je 57P/du Toit-Neujmin-Delporte ) je periodični komet z obhodno dobo približno 6,4 let. Komet pripada Jupitrovi družini kometov.

## Odkritje
Komet ima precej zanimivo in zapleteno zgodovino odkritja zaradi slabih povezav med 2. svetovno vojno. Južnoafriški astronom Daniel du Toit je odkril komet 18. julija 1941 v Južni Afriki. Poslal je sporočilo v Observatorij Kolidža Harvard, ki pa ni prišlo do cilja vse do 27. julija. Med običajnim iskanjem asteroidov je tudi Grigorij Nikolajevič Neujmin (v Sovjetski zvezi na Observatoriju Simeis) našel komet na fotografski plošči, ki so jo posneli 25. julija. Poslal je sporočilo, ki pa je do Harvarda potovalo 20 dni. Uradna potrditev odkritja je bila šele 20. avgusta 1941. Nekaj dni pozneje (19. avgusta) je tudi belgijski astronom Eugène Joseph Delporte (1872–1955) komet odkril neodvisno od ostalih odkriteljev.
Nekaj tednov pozneje je tudi nemški astronom Paul Oswald Ahnert (1897–1989) obvestil Harvard, da je opazil nov komet, vendar ga ne priznavajo kot odkritelja. 